# 雲門寺瘞窟群
雲門寺瘞窟群位於四川省岳池縣，文物遺址年代判定為宋。2012年7月16日公佈為第八批四川省文物保護單位。

## 簡介[2]
雲門寺瘞窟群位於四川省岳池縣羅渡雲門寺村六組，是宋至明代雲門寺為其高僧開鑿的崖墓。墓葬東北朝西南，分佈面積208平方公尺，共計11座分二層佈局。M8、M9窟門底部蓮花座；窟室平頂，方形，寬1.5至1.8公尺；深1.8至2.2公尺，高1.2至1.5公尺不等。M2、M8、M9、M10、M11為浮雕塔形，塔下鑿一方洞，高0.5公尺，寬0.4公尺。該崖墓對於研究當時的歷史史事具有重要意義。2010年5月，岳池縣人民政府公佈為第五批縣級文物保護單位。2011年1月，廣安市人民政府公佈為市級文物保護單位。